# Cyrus Engerer
Cyrus Engerer (ur. 28 września 1981 w m. Pietà) – maltański polityk, poseł do Parlamentu Europejskiego IX kadencji.

## Życiorys
W 2007 ukończył studia z zakresu europeistyki i komunikacji na Uniwersytecie Maltańskim. W 2008 uzyskał magisterium w Kolegium Europejskim w Brugii. Pracował m.in. w mediach i administracji rządowej, zajmował się projektami finansowanymi ze środków europejskich.
Był działaczem Partii Narodowej i od 2009 radnym rodzinnej miejscowości. Pełnił funkcję zastępcy burmistrza. W 2011 przeszedł do Partii Pracy. Doszło do tego wkrótce po referendum w przedmiocie dopuszczalności rozwodów. Zajmował później stanowisko przewodniczącego doradczego rządowego organu The LGBTIQ Consultative Council.
W 2014 był kandydatem do Europarlamentu, jednak zrezygnował z ubiegania się o mandat, gdy został skazany na karę pozbawienia wolności z warunkowym zawieszeniem jej wykonania za bezprawne rozpowszechnianie pornograficznych zdjęć swojego byłego partnera. W tym samym roku został doradcą w administracji rządowej, a następnie specjalnym przedstawicielem premiera Josepha Muscata przy Unii Europejskiej.
W 2019 bez powodzenia startował do Parlamentu Europejskiego. Mandat deputowanego do PE IX kadencji objął jednak w listopadzie 2020, zastępując Miriam Dalli.
Jest jawnym gejem.